# Per Palmqvist
Per Palmqvist, född 8 april 1815 i Norra Solberga socken, Jönköpings län död 10 augusti 1887 i Ringarums socken, Östergötlands län, var en svensk baptistpionjär och organist. Av totalt sju syskon, var han en av de tre bröderna (Johannes Palmquist, Gustaf Palmquist och Per) som tidigt var aktiva i baptiströrelsen.

## Biografi
Per Palmqvist föddes 8 april 1815 i Norra Solberga socken, Jönköpings län. Han var son till hemmansägaren Sven Larsson och Helena Nilsdotter. Palmqvist blev vårterminen 1838 student vid Kungliga Musikaliska Akademien i Stockholm. Han tog organistexamen och kyrkosångarexamen 14 juni 1838. 1850 blev han bokförläggare och var från 1855 delägare i boktryckeriet Elde & Co.  Palmqvist avled 10 augusti 1887 i Ringarums socken, Östergötlands län.

### Familj
Palmqvist gifte sig första gången 19 december 1849 i Maria Magdalena församling, Stockholm med Betty Augusta Mahncke (1824–1862). Hon var dotter till fänriken August Georg Mahncke och Betty Nobel. Palmqvist gifte sig andra gången 3 november 1863 i Nacka med Juliana Laurentia Charlotta Möller (1836–1874). Hon var dotter till sakföraren Andreas Möller och Margareta Gustava Sturk. Palmqvist gifte sig tredje gången 29 september 1874 i Ringarums socken med Amanda Christina Charlotta Melin (1843–1896). Hon var dotter till sjökaptenen och lantbrukaren Nils Melin och Catharina Ulrika Engellau.

## Kyrkligt engagemang
Per Palmqvist grundade år 1851 den första söndagsskolan, inom baptiströrelsen, i Sverige (som 1865 flyttade till Betelkapellet).
Han och brodern Gustaf gav bland annat ut psalmböckerna Pilgrimssånger och Nya Pilgrimssånger.